# Ландау, Лев Давидович
Лев Дави́дович Ланда́у (часто именуемый коллегами-физиками Дау; 9 (22) января 1908, Баку — 1 апреля 1968, Москва) — советский физик-теоретик, основатель научной школы, академик АН СССР (избран в 1946 году). Лауреат Нобелевской премии по физике 1962 года. Один из крупнейших физиков XX века.
Герой Социалистического Труда (1954). Лауреат медали имени Макса Планка (ФРГ) (1960), премии Фрица Лондона (1960), Ленинской (1962) и трёх Сталинских премий (1946, 1949, 1953).
Иностранный член Лондонского королевского общества (1960), Национальной академии наук США (1960), Датской королевской академии наук (1951), Королевской академии наук Нидерландов (1956), Американской академии искусств и наук (1960), Академии наук «Леопольдина» (1964), Французского физического общества и Лондонского физического общества.
Ландау создал многочисленную школу физиков-теоретиков. К числу его учеников принадлежат Евгений Лифшиц, Алексей Абрикосов, Лев Горьков, Игорь Дзялошинский, Илья Лифшиц, Исаак Померанчук, Исаак Халатников, Александр Андреев, Александр Ахиезер, Владимир Берестецкий, Семён Герштейн, Владимир Грибов, Борис Иоффе, Юрий Каган, Вениамин Левич, Леонид Максимов, Аркадий Мигдал, Лев Питаевский, Леонид Пятигорский, Роальд Сагдеев, Яков Смородинский, Карен Тер-Мартиросян, Ласло Тисса и другие.
Именем Ландау назван Институт теоретической физики РАН.
Инициатор создания и автор (совместно с Евгением Лифшицем) фундаментального классического Курса теоретической физики, выдержавшего многократные издания и изданного на 20 языках.

## Биография

### Родители
Родился 22 января 1908 года в Баку в еврейской семье, сын инженера-нефтяника Давида Львовича Ландау и его жены, врача Любови Вениаминовны Гаркави-Ландау. Любовь Вениаминовна Гаркави-Ландау (1877—1941) была выпускницей Могилёвской женской гимназии, Еленинского повивального института и Женского медицинского института в Петербурге. После замужества в 1905 году работала акушером в Балаханах, школьным врачом в бакинской женской гимназии, опубликовала научные труды по экспериментальной фармакологии («Die Phasenwirkung des Digitalis auf das isolierte Herz», 1925; «Об иммунитете жабы к её собственному яду», 1930) и «Краткое руководство по экспериментальной фармакологии» (1927). Давид Львович (Арьевич) Ландау (1866—1943) также происходил из Могилёва; окончил с золотой медалью (1884) Могилёвскую гимназию и работал инженером в The Caspian-Black Sea Joint-Stock Company в Балаханах и позже в Баку, а в 1920-е годы — управляющим техническим отделом центрального управления промыслами «Азнефти»; опубликовал научные труды, в том числе «Способ тушения горящего нефтяного фонтана» (Вестник общества технологов, СПб, 1913) и «Основной закон поднятия жидкости проходящим током воздуха (газа)» (Журнал Технической Физики, том 6, выпуск 8, 1936).

### Обучение (1913—1932)
С 1913 года посещал открывшийся в том году в Баку еврейский детский сад, располагавшийся на углу Гимназической и Мариинской улиц в бывшем помещении 1-й мужской гимназии Александра III. С 1916 года Л. Д. Ландау учился в бакинской Еврейской гимназии, где его мать преподавала естествознание. Одарённый математически, Ландау научился дифференцировать в 12 лет, а интегрировать — в 13. В 14 лет поступил в Бакинский университет, одновременно на два факультета: физико-математический и химический, но вскоре оставил химию, избрав своей специальностью физику.
В 1924 году за особые успехи был переведён в Ленинградский университет. Окончив в 1927 году физическое отделение физико-математического факультета Ленинградского университета, Ландау стал аспирантом, а в дальнейшем сотрудником Ленинградского физико-технического института (директором которого был А. Ф. Иоффе), в 1926—1927 годах опубликовал первые работы по теоретической физике. В 1927 году 19-летний Ландау вносит фундаментальный вклад в квантовую теорию — вводит понятие матрицы плотности в качестве метода для полного квантово-механического описания систем, являющихся частью более крупной системы. Это понятие стало основным в квантовой статистике.
С 1929 года по 1931 год находился в научной командировке по направлению Наркомпроса для продолжения образования в Германии, Дании, Англии и Швейцарии. Встречался с Эйнштейном, в Гёттингене посещал семинары Борна, в Лейпциге встречался с Гейзенбергом. В Копенгагене работал с Нильсом Бором, которого с тех пор считал своим единственным учителем. В Кембридже познакомился с П. Л. Капицей, который с 1921 года работал в Кавендишской лаборатории.
Командировка субсидировалась Наркомпросом только шесть месяцев, дальнейшее пребывание было продолжено на назначенную по рекомендации Бора стипендию от Рокфеллеровского фонда.
Работая в Копенгагене у Бора, Ландау постоянно общался с молодыми в те времена, но уже известными физиками — Гейзенбергом, Паули, Пайерлсом, Блохом, Вигнером, Дираком. В это время Ландау выполнил классическую работу по диамагнетизму электронного газа (диамагнетизм Ландау) и (в Цюрихе совместно с Р. Пайерлсом) — по релятивистской квантовой механике.
В марте 1929 года отец Ландау Давид Львович был задержан экономическим отделом АзГПУ (Азербайджанское государственное политическое управление) по обвинению в незаконном хранении золотых монет дореволюционной чеканки. Коллегия АзГПУ постановлением от 5 сентября 1929 года освободила Д. Л. Ландау и решила выдать взамен обнаруженных золотых монет совзнаки по номинальному курсу того дня. По другим данным, отец Ландау был осуждён в 1930 году по обвинению во вредительстве в нефтяной промышленности (впоследствии был освобождён).
Весной 1931 года после командировки Ландау вернулся в Ленинградский физтех, но не остался там работать из-за разногласий с Иоффе.

### Харьков. Москва. Арест и освобождение (1932—1945)
В 1932—1937 годах Ландау возглавлял теоретический отдел Украинского физико-технического института (УФТИ) в Харькове (тогда столице УССР) и одновременно заведовал кафедрой теоретической физики на физико-механическом факультете Харьковского механико-машиностроительного института.
1 сентября 1935 года был зачислен преподавателем на кафедру теоретической физики Харьковского университета (ХГУ), заведующим которой был Л. М. Пятигорский (1935—1940), а в октябре того же года возглавил в кафедру экспериментальной физики ХГУ.
После увольнения в феврале 1937 года из Харьковского университета и последовавшей за ним забастовки физиков Ландау принял приглашение Петра Капицы занять должность заведующего теоретическим отделом только что созданного Института физических проблем (ИФП) и переехал в Москву. После отъезда Ландау органами областного НКВД был осуществлён разгром УФТИ («дело УФТИ»), арестованы иностранные специалисты А. Вайсберг, Ф. Хоутерманс, в августе—сентябре 1937 года арестованы и в ноябре расстреляны научные руководители УФТИ, выдающиеся физики Л. В. Розенкевич (соавтор Ландау), Л. В. Шубников, В. С. Горский и К. Б. Вайсельберг. И если иностранцам А. Вайсбергу и Ф. Хоутермансу удалось избежать расстрела, то Вайсельбергу (был арестован 4 марта 1937 года) не удалось избежать этой участи, поскольку он принял советское гражданство, и решением Особого совещания расстрелян 16 декабря 1937 года. 7 октября 1937 года сотрудники НКВД арестовали, а 22 ноября расстреляли молодого физика-ядерщика В. П. Фомина. В апреле 1938 года Ландау в Москве редактировал написанную М. А. Корецем листовку, призывающую в «Антифашистскую рабочую партию» для борьбы со сталинским режимом, в которой Сталин называется фашистским диктатором, в «своей бешеной ненависти к настоящему социализму» сравнявшимся с Гитлером и Муссолини. Текст листовки был передан через Павла Когана антисталинской группе студентов ИФЛИ для распространения по почте перед первомайскими праздниками. Это намерение было раскрыто органами госбезопасности СССР и Л. Д. Ландау, М. А. Кореца и Ю. Б. Румера арестовали по обвинению в антисоветской агитации. 3 мая 1938 года Ландау был исключён из списка сотрудников ИФП.
Ландау был арестован 28 апреля 1938 года. В процессе допросов ему сломали два ребра.
В тюрьме провёл год и был выпущен благодаря письму в его защиту от Нильса Бора и вмешательству П. Л. Капицы, взявшего Ландау «на поруки». 26 апреля 1939 года Капица писал Л. Берии: «Прошу освободить из-под стражи арестованного профессора физики Льва Давидовича Ландау под моё личное поручительство. Ручаюсь перед НКВД в том, что Ландау не будет вести какой-либо контрреволюционной деятельности в моём институте, и я приму все зависящие от меня меры к тому, чтобы он и вне института никакой контрреволюционной работы не вёл. В случае, если я замечу со стороны Ландау какие-либо высказывания, направленные во вред Советской власти, то немедленно сообщу об этом органам НКВД». Два дня спустя, 28 апреля 1939 года было подписано Постановление НКВД СССР о прекращении дела в отношении Ландау с передачей его на поруки.
Ученик Ландау Борис Иоффе в своей книге «Без ретуши» приводит другую версию.

В тюрьме Кореца заставили подписать признание в том, что он написал листовку и Ландау одобрил её текст. Вероятно и то, что на самом деле листовку написал следователь. Затем листовку и признание Кореца предъявили уже сломленному Ландау, и он тоже признал своё участие в составлении листовки. Это всё не кажется удивительным, поскольку в своих собственноручно написанных показаниях Ландау признаёт и свою антисоветскую деятельность, и многое, многое другое. (Мастера из НКВД умели добиваться признаний. Известен случай, когда один заключённый признал, что он взорвал мост через Волгу. Много лет спустя, выйдя на свободу и попав в то место, он увидел, что мост цел и невредим — никто и никогда не взрывал его.) В 70-х годах, уже будучи на свободе, Корец заговорил: он сказал, что да, он написал эту листовку. Возможно, однако, ему было легче сказать такое, чем признать, что он подписал показание под пытками. Когда Кореца выпустили в 50-х годах, Ландау помогал ему. Здесь тоже нет противоречия — по собственному опыту Ландау знал, как у Кореца было выбито признание. Я сам слышал, как Ландау сказал однажды: «Если бы я пробыл в тюрьме ещё два месяца, я бы не выжил».
Ландау был восстановлен в списке сотрудников ИФП. После освобождения и до смерти Ландау оставался сотрудником Института физических проблем (реабилитирован же Ландау будет только спустя 22 года после собственной смерти — 23 июля 1990 года: уголовное дело в отношении него будет прекращено за отсутствием состава преступления).
После освобождения Ландау П. Л. Капица и В. А. Фок составляют характеристику Ландау для предоставления её в Отделение физико-математических наук АН СССР. «Ландау непременно нужно провести в члены-корреспонденты, и я надеюсь, что это удастся», — пишет Капице В. А. Фок. Ландау избирают в академики в 1946 году, минуя ступень члена-корреспондента. Во время войны трудился над оборонными проблемами.
В 1943—1947 годах Ландау — профессор кафедры физики низких температур физического факультета МГУ.

### Известность (1945—1962)
В 1945—1953 годах участвовал в советском Атомном проекте. За работу в Атомном проекте удостоен Сталинских премий (1946, 1949, 1953), награждён орденом Ленина (1949), присвоено звание Героя Социалистического Труда (1954).
В 1955—1968 годах профессор кафедры квантовой теории и электродинамики физического факультета МГУ. Читал курсы лекций: «Механика», «Теория поля», «Статистическая физика».
В 1955 году подписал «Письмо трёхсот» (письмо содержало оценку состояния биологии в СССР к середине 1950-х годов и критику Лысенко и «лысенковщины»).
Академик Ландау считается легендарной фигурой в истории советской и мировой науки. Квантовая механика, физика твёрдого тела, магнетизм, физика низких температур, сверхпроводимость и сверхтекучесть, физика космических лучей, астрофизика, гидродинамика, квантовая электродинамика, квантовая теория поля, физика атомного ядра и физика элементарных частиц, теория химических реакций, физика плазмы — вот далеко не полный перечень областей, фундаментальный вклад в которые внёс Л. Д. Ландау. Про него говорили, что в «огромном здании физики XX века для него не было запертых дверей».
Способность Ландау охватить многие разделы физики и глубоко проникнуть в них ярко проявилась и в созданном им в сотрудничестве с Е. М. Лифшицем уникальном курсе теоретической физики, последние тома которого были завершены по плану Ландау уже его учениками.
Е. М. Лифшиц писал о Ландау: «Он рассказывал, как был потрясён невероятной красотой общей теории относительности (иногда он говорил даже, что такое восхищение при первом знакомстве с этой теорией должно быть, по его мнению, вообще признаком всякого прирождённого физика-теоретика). Он рассказывал также о состоянии экстаза, в которое привело его изучение статей Гейзенберга и Шрёдингера, ознаменовавших рождение новой квантовой механики. Он говорил, что они дали ему не только наслаждение истинной научной красотой, но и острое ощущение силы человеческого гения, величайшим триумфом которого является то, что человек способен понять вещи, которые он уже не в силах вообразить. И, конечно же, именно таковы кривизна пространства-времени и принцип неопределённости».
В 1962 году Лев Ландау был выдвинут на присуждение Нобелевской премии по физике Вернером Гейзенбергом, который выдвигал Ландау на соискание Нобелевской премии ещё в 1959 году и в 1960 году, за работы Ландау по сверхтекучести гелия, квантовой теории диамагнетизма и его труды по квантовой теории поля. Известное представление, написанное Нильсом Бором совместно с его сыном Оге Бором, Бэном Моттельсоном, Кристианом Мёллером и Леоном Розенфельдом, датированное 30 января 1962 г., прибыло в Стокгольм чересчур поздно и не могло уже считаться официальным выдвижением на Нобелевскую премию 1962 года. В 1962 г. Ландау была присуждена Нобелевская премия «за пионерские исследования в теории конденсированного состояния, в особенности жидкого гелия». На церемонию вручения премии в Стокгольме Ландау не выпустили по состоянию здоровья в связи с тяжёлой травмой, полученной во время автомобильной катастрофы.

### Смерть
7 января 1962 года, по приглашению Семёна Герштейна Ландау выехал из Москвы в Дубну и на Дмитровском шоссе попал в аварию. Он получил многочисленные переломы, кровоизлияние и травму головы, и в течение 59 суток пребывал в состоянии комы. Возглавлял лечение профессор Н. Гращенков, из-за границы были вызваны нейрохирурги У. Пенфилд (Канада), Р. Гарсен и Ж. Гийо (Франция). Физики всего мира принимали участие в спасении жизни Ландау. Было организовано круглосуточное дежурство в больнице. В результате, несмотря на серьёзные травмы, жизнь учёного удалось спасти.
После аварии Ландау практически перестал заниматься научной деятельностью. Однако, по мнению его жены и сына, он постепенно возвращался к своему нормальному состоянию и в 1968 году был близок к возобновлению занятий физикой.
Ландау умер 1 апреля 1968 года, через несколько дней после операции по устранению непроходимости кишечника. Диагноз — тромбоз мезентериальных сосудов. Смерть наступила в результате закупорки артерии оторвавшимся тромбом. Супруга учёного в своих мемуарах высказывала сомнения в компетентности некоторых из лечивших его врачей, особенно врачей из спецклиник по лечению руководства СССР.
Похоронен на Новодевичьем кладбище.

## Семья и теория счастья
В детстве, увлёкшись наукой, Ландау дал себе обет никогда «не курить, не пить и не жениться». Также он считал, что брак — это кооператив, ничего общего не имеющий с любовью. Однако он встретил выпускницу химического факультета Конкордию (Кору) Терентьевну Дробанцеву (1910, Киев — 1984, Москва), которая разошлась со своим первым мужем. Она поклялась, что не будет ревновать его к другим женщинам, и с 1934 года они жили вместе в фактическом браке. Ландау считал, что более всего разрушают брак ложь и ревность, и поэтому они заключили «пакт о ненападении в супружеской жизни» (по задумке Дау), который давал относительную свободу обоим супругам в романах на стороне. Официальный брак был между ними заключён 5 июля 1946 года, за несколько дней до рождения сына Игоря. Похоронена рядом с мужем на Новодевичьем кладбище.
Игорь Львович Ландау окончил Физический факультет МГУ, физик-экспериментатор в области физики низких температур (умер 14 мая 2011, похоронен на Новодевичьем кладбище).
Единственной не физической теорией Ландау была теория счастья. Он считал, что каждый человек должен и даже обязан быть счастливым. Для этого он вывел простую формулу, которая содержала три параметра: работа, любовь и общение с людьми.
Двоюродный брат (со стороны отца) — писатель, врач и общественный деятель Яков Владимирович Вейншаль (ивр. יעקב וינשל‎; ‎1891—1980‎), автор исторических романов на иврите.

### Юмор Ландау
Помимо науки, Ландау известен как шутник и выдумщик. Его вклад в научный юмор довольно велик. Обладая тонким, острым умом и красноречием, Ландау всячески поощрял юмор в коллегах. Он породил выражение так говорил Ландау, а также стал героем различных юмористических историй. Его шутки не обязательно связаны с физикой и математикой.
По Ландау, девушки делятся на красивых, хорошеньких и интересных. У хорошеньких нос слегка вздёрнут, у красивых он прямой, у интересных носы «ужасно большие». Классификация наук: науки бывают естественные, неестественные и противоестественные.
По воспоминаниям Л. С. Понтрягина, у Ландау была своя классификация женщин и учёных: от первого высшего до пятого низшего.
По воспоминаниям В. Л. Гинзбурга, квалификационная шкала физиков была логарифмической, то есть физик класса 1 сделал в 10 раз больше физика класса 2 и т. д. Пятый класс был отведён патологам, то есть тем, чьи работы Ландау считал «патологическими». Из физиков XX века только Эйнштейн имел наивысший класс 0.5, Бор, Гейзенберг, Шрёдингер, Дирак, Фейнман и некоторые другие имели класс 1. Себя Ландау сначала определил в класс 2.5, потом перевёл в класс 2 и затем в класс 1.5. Гинзбургу достался класс 3.
Сам Ландау подчёркивал, что оценивать физиков надо «по достижениям», а не по другим признакам, таким как владение теоретическими методами (чем славился сам Ландау), объём знаний, учебники или ораторское искусство. По воспоминаниям Гинзбурга, «самой красивой из существующих физических теорий» Ландау называл общую теорию относительности, хотя большая часть его собственных работ была выполнена в области квантовой физики.

## Краткая хронология жизни и деятельности
- 1916—1920 — учёба в гимназии.
- 1920—1922 — учёба в Бакинском экономическом техникуме.
- 1922—1924 — учёба в Бакинском университете.
- 1924 — перевод на физико-математический факультет Ленинградского государственного университета.
- 1926 — поступление в сверхштатную аспирантуру Ленинградского физико-технического института. Участие в работе V съезда русских физиков в Москве (15—20 декабря). Публикация первой научной работы Ландау «К теории спектров двухатомных молекул».
- 1927 — окончание университета (20 января) и поступление в аспирантуру Ленинградского физико-технического института. В работе «Проблема торможения излучением» для описания состояния систем впервые вводит в квантовую механику новое понятие — матрицу плотности.
- 1929 — полуторагодовая научная командировка для продолжения образования в Берлин, Гёттинген, Лейпциг, Копенгаген, Кембридж, Цюрих. Публикация работы о диамагнетизме, поставившей его в один ряд с крупнейшими физиками мира.
- март 1931 — возвращение на родину и работа в Ленинграде.
- август 1932 — перевод в Харьков заведующим теоретическим отделом Украинского физико-технического института (УФТИ).
- 1932—1936 — назначение заведующим кафедрой теоретической физики Харьковского механико-машиностроительного института (сейчас Национальный технический университет «Харьковский политехнический институт»). Чтение курса лекций на физико-механическом факультете.
- 1934 — присвоение Л. Д. Ландау степени доктора физико-математических наук без защиты диссертации. Конференция по теоретической физике в Харькове. Поездка на семинар Бора в Копенгаген (1—22 мая). Создание теоретического минимума — специальной программы для обучения молодых физиков.
- 1935 — чтение курса физики в Харьковском государственном университете, заведование кафедрой общей физики ХГУ. Присвоение звания профессора.
- 1936—1937 — создание теории фазовых переходов второго рода и теории промежуточного состояния сверхпроводников.
- 1937 — перевод на работу в Институт физических проблем в Москву (8 февраля). Назначение заведующим теоретическим отделом ИФП.
- 28 апреля 1938 — арест.
- 29 апреля 1939 — освобождение из тюрьмы благодаря вмешательству П. Л. Капицы.
- 1940—1941 — создание теории сверхтекучести жидкого гелия.
- 1941 — создание теории квантовой жидкости.
- 30 апреля 1943 — награждён орденом «Знак Почёта».
- 10 июня 1945 — награждён орденом Трудового Красного Знамени.
- 30 ноября 1946 — избрание действительным членом Академии наук СССР. Присуждение Сталинской премии.[37]
- 1946 — создание теории колебаний электронной плазмы («затухание Ландау»).
- 1948 — издание «Курса лекций по общей физике».
- 29 октября 1949 — присуждение Сталинской премии, награждён орденом Ленина.
- 1950 — построение теории сверхпроводимости (совместно с В. Л. Гинзбургом).
- 1951 — избрание членом Датской королевской академии наук.
- 1953 — присуждение Сталинской премии.
- 4 января 1954 — присуждение звания Героя Социалистического Труда.
- 1955 — издание «Лекций по теории атомного ядра» (совместно с Я. А. Смородинским).
- 1956 — избрание членом Королевской академии наук Нидерландов.
- 1957 — создание теории ферми-жидкости.
- 1957 — описание слабого взаимодействия (независимо от А. Салама, Ли и Янга)
- 1959 — Л. Д. Ландау предлагает принцип комбинированной чётности. Почётный доктор наук Оксфордского университета (Великобритания).
- 1960 — избрание членом Британского физического общества, Лондонского Королевского общества, Национальной академии наук США, Американской академии наук и искусств. Присуждение премии Фрица Лондона. Награждение медалью имени Макса Планка (ФРГ).
- 1962 — автомобильная авария по дороге в Дубну (7 января). Ленинская премия за цикл книг по теоретической физике (совместно с Е. М. Лифшицем) (апрель). Нобелевская премия по физике «За пионерские работы в области теории конденсированных сред, в особенности жидкого гелия». Присуждена 1 ноября 1962 года. Медаль лауреата Нобелевской премии, диплом и чек вручены Ландау 10 декабря (впервые в истории Нобелевских премий награждение происходило в больнице)[38].
- 19 января 1968 — награждён третьим орденом Ленина.
- 1 апреля 1968 — скончался через несколько дней после полостной операции вследствие закупорки артерии. Похоронен на Новодевичьем кладбище.

## Школа Ландау. Теорминимум
Ландау создал многочисленную выдающуюся школу физиков-теоретиков. Учениками Ландау по преимуществу считались физики, которые смогли сдать Льву Давидовичу (а впоследствии уже его ученикам) 9 теоретических экзаменов, так называемый теоретический минимум Ландау. Сначала принималась математика, а затем экзамены по физике:
- два экзамена по математике
- механика
- теория поля
- квантовая механика
- статистическая физика
- механика сплошных сред
- электродинамика сплошных сред
- квантовая электродинамика

Ландау требовал от своих учеников знания основ всех разделов теоретической физики.
После Второй мировой войны для подготовки к сдаче экзаменов лучше всего было использовать курс теоретической физики Ландау и Лифшица, однако первые ученики сдавали экзамены по лекциям Ландау или по рукописным конспектам. Также для подготовки существовали брошюры с темами теоретического минимума и литературой. Одна из первых называлась «Программа теоретического минимума для старших научных сотрудников УФТИ». Некоторые брошюры более поздней версии были опубликованы Б. Л. Иоффе.
Первыми из сдавших теоретический минимум Ландау были:
- Александр Соломонович Компанеец (1933 год)
- Евгений Михайлович Лифшиц (1934)
- Александр Ильич Ахиезер (1935)
- Исаак Яковлевич Померанчук (1935)
- Леонид Моисеевич Пятигорский (сдал теорминимум пятым, но не указан в списке, представленном Ландау)
- Ласло Тисса (1935)
- Вениамин Григорьевич Левич (1937)

Другие ученики:
- Владимир Борисович Берестецкий
- Яков Абрамович Смородинский
- Исаак Маркович Халатников
- Алексей Алексеевич Абрикосов
- Аркадий Бейнусович Мигдал
- Илья Михайлович Лифшиц
- Карен Аветикович Тер-Мартиросян
- Борис Лазаревич Иоффе
- Юрий Моисеевич Каган
- Семён Соломонович Герштейн
- Лев Петрович Горьков
- Игорь Ехиельевич Дзялошинский
- Александр Алексеевич Веденов
- Леонид Александрович Максимов
- Лев Петрович Питаевский
- Роальд Зиннурович Сагдеев
- Александр Фёдорович Андреев

- I Механика
- II Статистика
- III Электродинамика
- IV Теория квант
- V Теория сплошных сред

## Семья
Жена — Конкордия Терентьевна Ландау-Дробанцева (среди близких — Кора, 1910—1984), автор воспоминаний о муже. Её племянница — Майя Бессараб — литератор, биограф Л. Д. Ландау.
Сын — Игорь Ландау (среди близких — Гарик, 1946—2011), доктор физико-математических наук.
Сестра — Софья Ландау (1906—1971), была замужем за Зигушем (Сигизмундом) Мироновичем Бродерзоном (1903—1964), одним из основателей ЦКТИ (Центральный котлотурбинный институт имени И. И. Ползунова), братом известного еврейского поэта-авангардиста Мойше Бродерзона. Её дочь — Элла Зигелевна Рындина (1933—2014), кандидат физико-математических наук, автор воспоминаний о семье Ландау; работала научным сотрудником в Объединённом институте ядерных исследований в Дубне.

## Память
- На стене дома в Баку, в котором до 1924 года жил Ландау, установлена мемориальная доска.
- Именем Ландау назван Институт теоретической физики.
- В 1972 году советским астрономом Людмилой Черных был открыт астероид 2142, который в честь Льва Давидовича назвали его именем. Также на Луне есть кратер Ландау, названный в честь учёного.
- Ландауит[кат.] (англ. landauite) — минерал из группы кричтонита[44], открыт в 1966 году, назван в честь Ландау[45].
- Золотая медаль Ландау вручается с 1998 года Отделением ядерной физики РАН.
- В 2008 году в честь Ландау были выпущены почтовые марки России и Азербайджана.
- В 2008 году были выпущены памятные монеты, посвящённые Льву Ландау: на Украине номиналом две гривны, в России — номиналом 2 рубля.
- Именем Ландау названы улицы многих городов в России и других странах. В 2015 году в честь Ландау был переименован проспект 50-летия СССР в Харькове. В 2016 году в Москве появился бульвар Академика Ландау.
- В честь Льва Ландау назван борт Airbus A320 авиакомпании Аэрофлот Российские авиалинии.
- Школа имени Льва Ландау в Баку[46].
- Памятник «Отцам-основателям МФТИ» на площади НК МФТИ.Памятник отцам-основателям МФТИ

### В искусстве
- Художественный фильм «Иду на грозу» (1965). Под именем профессора Данкевича (в исполнении Ростислава Плятта) выведен Лев Ландау.
- В 2008 году телекомпанией «Ритм ТВ» был снят фильм «Мой муж — гений», раскритикованный людьми, знавшими Ландау. В частности, академик Виталий Гинзбург назвал фильм «просто отвратительным, лживым»[47].
- Кино-арт-проект «ДАУ» (2019). В роли Льва Ландау — Теодор Курентзис.
- В рассказе «Пять остановок на автобусе» Дениса Драгунского выведен под фамилией «Алданов».

### Документальные фильмы о Л. Д. Ландау
- «Жизнь после смерти» (режиссёр Майя Меркель, киностудия имени Горького, 1990).

## Основные работы
- К теории спектров двухатомных молекул // Ztschr. Phys. 1926. Bd. 40. S. 621.
- Замечания о квантовой статистике // Ztschr. Phys. 1927. Bd. 42. S. 562. (Совместно с Д. Д. Иваненко)
- Проблема затухания в волновой механике // Ztschr. Phys. 1927. Bd. 45. S. 430.
- Квантовая электродинамика в конфигурационном пространстве // Ztschr. Phys. 1930. Bd. 62. S. 188. (Совместно с Р. Пайерлсом)
- Диамагнетизм металлов // Ztschr. Phys. 1930. Bd. 64. S. 629.
- Распространение принципа неопределённости на релятивистскую квантовую теорию // Ztschr. Phys. 1931. Bd. 69. S. 56. (Совместно с Р. Пайерлсом).
- К теории передачи энергии при столкновениях. I // Phys. Ztschr. Sow. 1932. Bd. 1. S. 88.
- К теории передачи энергии при столкновениях. II // Phys. Ztschr. Sow. 1932. Bd. 2. S. 46.
- К теории звёзд // Phys. Ztschr. Sow. 1932. Bd. 1. S. 285.
- О движении электронов в кристаллической решётке // Phys. Ztschr. Sow. 1933. Bd. 3. S. 664.
- Второй закон термодинамики и Вселенная // Phys. Ztschr. Sow. 1933. Bd. 4. S. 114. (Совместно с М. П. Бронштейном).
- Возможное объяснение зависимости восприимчивости от поля при низких температурах // Phys. Ztschr. Sow. 1933. Bd. 4. S. 675.
- Внутренняя температура звёзд // Nature. 1933. V. 132. P. 567. (Совместно с Г. А. Гамовым)
- Структура несмещённой линии рассеяния // Phys. Ztschr. Sow. 1934. Bd. 5. S. 172. (Совместно с Г. Плачеком)
- К теории торможения быстрых электронов излучением // Phys. Ztschr. Sow. 1934. Bd. 5. S. 761; ЖЭТФ. 1935. Т. 5. С. 255.
- Об образовании электронов и позитронов при столкновении двух частиц // Phys. Ztschr. Sow. 1934. Bd. 6. S. 244. (Совместно с Е. М. Лифшицем)
- К теории аномалий теплоёмкости // Phys. Ztschr. Sow. 1935. Bd. 8. S. 113.
- К теории дисперсии магнитной проницаемости ферромагнитных тел // Phys. Ztschr. Sow. 1935. Bd. 8. S. 153. (Совместно с Е. М. Лифшицем)
- О релятивистских поправках к уравнению Шрёдингера в задаче многих тел // Phys. Ztschr. Sow. 1935. Bd. 8. S. 487.
- К теории коэффициента аккомодации // Phys. Ztschr. Sow. 1935. Bd. 8. S. 489.
- К теории фотоэлектродвижущей силы в полупроводниках // Phys. Ztschr. Sow. 1936. Bd. 9. S. 477. (Совместно с Е. М. Лифшицем)
- К теории дисперсии звука // Phys. Ztschr. Sow. 1936. Bd. 10. S. 34. (Совместно с Э. Теллером)
- К теории мономолекулярных реакций // Phys. Ztschr. Sow. 1936. Bd. 10. S. 67.
- Кинетическое уравнение в случае кулоновского взаимодействия // ЖЭТФ. 1937. Т. 7. С. 203; Phys. Ztschr. Sow. 1936. Bd. 10. S. 154.
- О свойствах металлов при очень низких температурах // ЖЭТФ. 1937. Т. 7. С. 379; Phys. Ztschr. Sow. 1936. Bd. 10. S. 649. (Совместно с И. Я. Померанчуком)
- Рассеяние света на свете // Nature. 1936. V. 138. Р. 206. (Совместно с А. И. Ахиезером и И. Я. Померанчуком)
- Об источниках звёздной энергии // ДАН СССР. 1937. Т. 17. С. 301; Nature. 1938. V. 141. Р. 333.
- О поглощении звука в твёрдых телах // Phys. Ztschr. Sow. 1937. Bd. 11. S. 18. (Совместно с Ю. Б. Румером)
- К теории фазовых переходов. I // ЖЭТФ. 1937. Т. 7. С. 19; Phys. Ztschr. Sow. 1937. Bd. 7. S. 19.
- К теории фазовых переходов. II // ЖЭТФ. 1937. Т. 7. С. 627; Phys. Ztschr. Sow. 1937. Bd. 11. S. 545.
- К теории сверхпроводимости // ЖЭТФ. 1937. Т. 7. С. 371; Phys. Ztschr. Sow. 1937. Bd. 7. S. 371.
- К статистической теории ядер // ЖЭТФ. 1937. Т. 7. С. 819; Phys. Ztschr. Sow. 1937. Bd. 11. S. 556.
- Рассеяние рентгеновых лучей кристаллами вблизи точки Кюри // ЖЭТФ. 1937. Т. 7. С. 1232; Phys. Ztschr. Sow. 1937. Bd. 12. S. 123.
- Рассеяние рентгеновых лучей кристаллами с переменной структурой // ЖЭТФ. 1937. Т. 7. С. 1227; Phys. Ztschr. Sow. 1937. Bd. 12. S. 579.
- Образование ливней тяжёлыми частицами // Nature. 1937. V. 140. P. 682. (Совместно с Ю. Б. Румером)
- Стабильность неона и углерода по отношению к а-распаду // Phys. Rev. 1937. V. 52. P. 1251.
- Каскадная теория электронных ливней // Рrос. Roy. Soc. 1938. V. А166. P. 213. (Совместно с Ю. Б. Румером)
- Об эффекте де Гааза — ван Альфена // Рrос. Roy. Soc. 1939. V. А170. P. 341. (Приложение к статье Д. Шёнберга)
- О поляризации электронов при рассеянии // ДАН СССР. 1940. Т. 26. С. 436; Phys. Rev. 1940. V. 57. P. 548.
- О «радиусе» элементарных частиц // ЖЭТФ. 1940. Т. 10. С. 718; J. Phys. USSR. 1940. V. 2. P. 485.
- О рассеянии мезотронов «ядерными силами» // ЖЭТФ. 1940. Т. 10. С. 721; J. Phys. USSR. 1940. V. 2. P. 483.
- Угловое распределение частиц в ливнях // ЖЭТФ. 1940. Т. 10. С. 1007; J. Phys. USSR. 1940. V. 3. P. 237.
- К теории вторичных ливней // ЖЭТФ. 1941. Т. 11. С. 32; J. Phys. USSR. 1941. V. 4. P. 375.
- О рассеянии света мезотронами // ЖЭТФ 11, 35 (1941); J. Phys. USSR 4, 455 (1941) (Совместно с Я. А. Смородинским)
- Теория сверхтекучести гелия II // ЖЭТФ 11, 592 (1941); J. Phys. USSR 5, 71 (1941)
- Теория устойчивости сильно заряженных лиофобных золей и слипания сильно заряженных частиц в растворах электролитов // ЖЭТФ 11, 802 (1941); 15, 663 (1945); Acta phys.-chim. USSR 14, 633 (1941) (Совместно с Б. В. Дерягиным)
- Увлечение жидкости движущейся пластинкой // Acta phys.-chim. USSR 17, 42 (1942) (Совместно с В. Г. Левичем)
- К теории промежуточного состояния сверхпроводников // ЖЭТФ 13, 377 (1943); J. Phys. USSR 7, 99 (1943)
- О соотношении между жидким и газообразным состоянием у металлов // Acta phys.-chim. USSR 18, 194 (1943) (Совместно с Я. Б. Зельдовичем)
- Об одном новом точном решении уравнений Навье — Стокса // ДАН СССР 43, 299 (1944)
- К проблеме турбулентности // ДАН СССР 44, 339 (1944)
- К гидродинамике гелия II // ЖЭТФ 14, 112 (1944); J. Phys. USSR 8, 1 (1944)
- К теории медленного горения // ЖЭТФ 14, 240 (1944); Acta phys.-chim. USSR 19, 77 (1944)
- Рассеяние протонов протонами // ЖЭТФ 14, 269 (1944); J. Phys. USSR 8, 154 (1944) (Совместно с Я. А. Смородинским)
- О потерях энергии быстрыми частицами на ионизацию // J. Phys. USSR 8, 201 (1944)
- Об изучении детонации конденсированных взрывчатых веществ // ДАН СССР 46, 399 (1945) (Совместно с К. П. Станюковичем)
- Определение скорости истечения продуктов детонации некоторых газовых смесей // ДАН СССР 47, 205 (1945) (Совместно с К. П. Станюковичем)
- Определение скорости истечения продуктов детонации конденсированных взрывчатых веществ // ДАН СССР 47, 273 (1945) (Совместно с К. П. Станюковичем)
- Об ударных волнах на далёких расстояниях от места их возникновения // Прикл. математика и механика 9, 286 (1945); J. Phys. USSR 9, 496 (1945)
- О колебаниях электронной плазмы // ЖЭТФ 16, 574 (1946); J. Phys. USSR 10, 27 (1946)
- О термодинамике фотолюминесценции // J. Phys. USSR 10, 503 (1946)
- К теории сверхтекучести гелия II // J. Phys. USSR 11, 91 (1946)
- О движении посторонних частиц в гелии II // ДАН СССР 59, 669 (1948) (Совместно с И. Я. Померанчуком)
- О моменте системы из двух фотонов // ДАН СССР 60, 207 (1948)
- К теории сверхтекучести // ДАН СССР 61, 253 (1948); Phys. Rev. 75, 884 (1949)
- Эффективная масса полярона // ЖЭТФ 18, 419 (1948) (Совместно с С. И. Пекаром)
- Расщепление дейтрона при столкновениях с тяжёлыми ядрами // ЖЭТФ 18, 750 (1948) (Совместно с Е. М. Лифшицем)
- Теория вязкости гелия II. 1. Столкновения элементарных возбуждений в гелии II // ЖЭТФ 19, 637 (1949) (Совместно с И. М. Халатниковым)
- Теория вязкости гелия II. 2. Вычисление коэффициента вязкости // ЖЭТФ 19, 709 (1949) (Совместно с И. М. Халатниковым)
- О взаимодействии между электроном и позитроном // ЖЭТФ 19, 673 (1949) (Совместно с В. Б. Берестецким)
- О равновесной форме кристаллов // Сборник, посвящённый семидесятилетию академика А. Ф. Иоффе М.; Изд-во АН СССР, 44 (1950)
- К теории сверхпроводимости // ЖЭТФ 20, 1064 (1950) (Совместно с В. Л. Гинзбургом)
- О множественном образовании частиц при столкновениях быстрых частиц // Изв. АН СССР. Сер. физ. 17, 51 (1953)
- Пределы применимости теории тормозного излучения электронов и образования пар при больших энергиях // ДАН СССР 92, 535 (1953)
- Электронно-лавинные процессы при сверхвысоких энергиях // ДАН СССР 92, 735 (1953) (Совместно с И. Я. Померанчуком)
- Излучение gamma-квантов при столкновении быстрых pi-мезонов с нуклонами // ЖЭТФ 24, 505 (1953) (Совместно с И. Я. Померанчуком)
- Об устранении бесконечностей в квантовой электродинамике // ДАН СССР 95, 497 (1954) (Совместно с А. А. Абрикосовым и И. М. Халатниковым)
- Асимптотическое выражение для гриновской функции электрона в квантовой электродинамике // ДАН СССР 95, 773 (1954) (Совместно с А. А. Абрикосовым и И. М. Халатниковым)
- Асимптотическое выражение для гриновской функции фотона в квантовой электродинамике // ДАН СССР 95, 1177 (1954) (Совместно с А. А. Абрикосовым и И. М. Халатниковым)
- Масса электрона в квантовой электродинамике // ДАН СССР 96, 261 (1954) (Совместно с А. А. Абрикосовым и И. М. Халатниковым)
- Об аномальном поглощении звука вблизи точек фазового перехода второго рода // ДАН СССР 96, 469 (1954) (Совместно с И. М. Халатниковым)
- Исследование особенностей течения при помощи уравнения Эйлера — Трикоми // ДАН СССР 96, 725 (1954) (Совместно с Е. М. Лифшицем)
- О квантовой теории поля // В сборнике «Нильс Бор и развитие физики». London, 1955; М.: Изд-во иностр. лит., 1958
- О точечном взаимодействии в квантовой электродинамике // ДАН СССР 102, 489 (1955) (Совместно с И. Я. Померанчуком)
- Градиентные преобразования функций Грина заряженных частиц // ЖЭТФ 29, 89 (1955) (Совместно с И. М. Халатниковым)
- Гидродинамическая теория множественного образования частиц // УФН 56, 309 (1955) (Совместно с С. 3. Беленьким)
- О квантовой теории поля // Nuovo Cimento. Suppl. 3, 80 (1956) (Совместно с А. А. Абрикосовым и И. М. Халатниковым)
- Теория ферми-жидкости // ЖЭТФ 30, 1058 (1956)
- Колебания ферми-жидкости // ЖЭТФ 32, 59 (1957)
- О законах сохранения при слабых взаимодействиях // ЖЭТФ 32, 405 (1957)
- Об одной возможности для поляризационных свойств нейтрино // ЖЭТФ 32, 407 (1957)
- О гидродинамических флуктуациях // ЖЭТФ 32, 618 (1957) (Совместно с Е. М. Лифшицем)
- Свойства гриновской функции частиц в статистике // ЖЭТФ 34, 262 (1958)
- К теории ферми-жидкости // ЖЭТФ 35, 97 (1958)
- О возможности формулировки теории сильно взаимодействующих фермионов // Phys. Rev. 111, 321 (1958) (Совместно с А. А. Абрикосовым, А. Д. Галаниным, Л. П. Горьковым, И. Я. Померанчуком и К. А. Тер-Мартиросяном)
- Численные методы интегрирования уравнений в частных производных методом сеток // Тр. III Всесоюз. мат. съезда (Москва, июнь-июль 1956 г.) М.: Изд-во АН СССР 3, 92 (1958) (Совместно с Н. Н. Мейманом и И. М. Халатниковым)
- Об аналитических свойствах вершинных частей в квантовой теории поля // ЖЭТФ 37, 62 (1959)
- Малые энергии связи в квантовой теории поля // ЖЭТФ 39, 1856 (1960)
- О фундаментальных проблемах // Theoretical Physics in the Twentieth Century: A memorial volume to W.Pauli N.Y.; L.: Interscience (1960)
- Физика для всех. — М.: Мир, 1979. (Совместно с А. И. Китайгородским)